# 肖邦音乐大学
肖邦音乐大学（波兰语：Uniwersytet Muzyczny Fryderyka Chopina，UMFC）位于波兰首都华沙市，该校始建于1810年，是一所历史悠久的音乐学院，以浪漫主义音乐家弗雷德里克·肖邦命名。目前肖邦音乐大学开设作曲与音乐理论、指挥艺术、乐器研究、声乐研究、音乐艺术的艺术教育、舞蹈艺术与声音工程这六大领域的专业课程。

## 历史
肖邦音乐大学始建于1810年，创校之初，仅是专为歌者与剧场演员打造的一所国立演艺学校。1826到1829年间，音乐家弗雷德里克·萧邦曾在此就读，他的名字后来也成为校名的由来。

## 組織
學院分成七個部門：
- 指揮・作曲部
- 鍵盤樂器部
- 管弦樂部
- 聲樂部
- 音樂教育部
- 音響學部
- 比亞維斯托克分部

## 著名校友

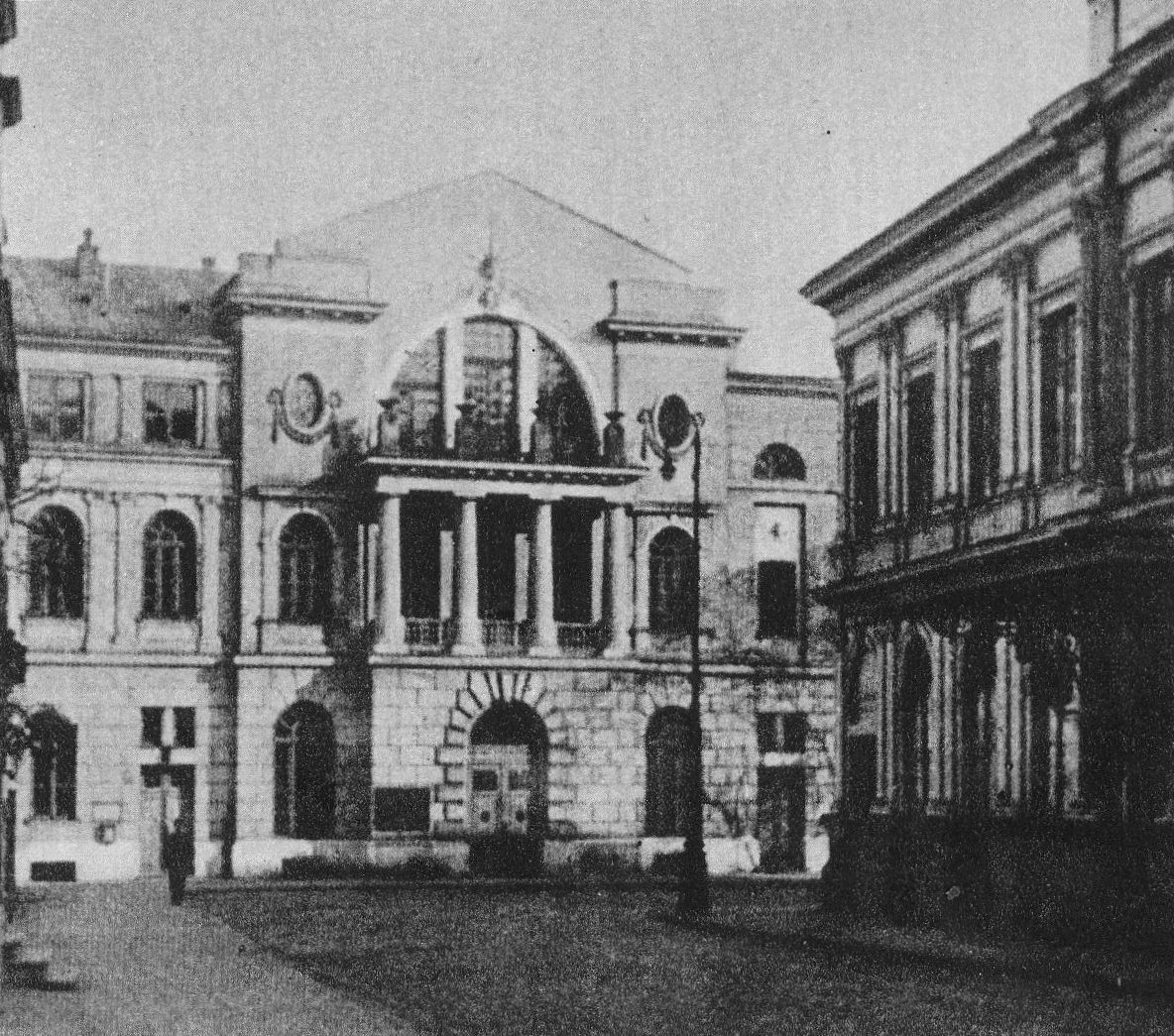
1913年的華沙蕭邦音樂大學

### 教授
- 卡羅爾·席曼諾夫斯基
- 斯坦尼斯拉夫·莫紐什科
- 玛丽亚·维科米尔斯卡
- Tadeusz Baird（英语：Tadeusz Baird）
- Witold Maliszewski（英语：Witold Maliszewski）
- Aleksander Michałowski（英语：Aleksander Michałowski）
- Józef Turczyński（英语：Józef Turczyński）
- Zbigniew Drzewiecki（英语：Zbigniew Drzewiecki）
- Stanisław Wisłocki（英语：Stanisław Wisłocki）
- Tadeusz Szeligowski（英语：Tadeusz Szeligowski）
- Władysław Żeleński（英语：Władysław Żeleński (composer)）

### 學生
- 格拉奇娜·巴切維茨
- 弗雷德里克·蕭邦
- 米奇斯拉夫·卡洛維茨
- 希拉蕊·科普羅夫斯基
- 旺達·蘭多芙絲卡
- 維托爾德·盧托斯瓦夫斯基
- 齊格蒙特·諾斯科夫斯基
- 伊格納奇·揚·帕德雷夫斯基
- 安德熱·帕努夫尼克
- 亞歷山大·湯斯曼
- 米奇斯瓦夫·魏因貝格
- Elisabeth Chojnacka（英语：Elisabeth Chojnacka）
- Mikalojus Konstantinas Čiurlionis（英语：Mikalojus Konstantinas Čiurlionis）
- Ignacy Feliks Dobrzyński（英语：Ignacy Feliks Dobrzyński）
- Grzegorz Fitelberg（英语：Grzegorz Fitelberg）
- Paul Kletzki（英语：Paul Kletzki）
- Ludomir Różycki（英语：Ludomir Różycki）
- Eugenia Umińska（英语：Eugenia Umińska）